# Muséum d'histoire naturelle de La Réunion
Pour les articles homonymes, voir Muséum d'histoire naturelle.
Le muséum d'histoire naturelle de La Réunion est le seul « muséum » réunionnais. Inauguré le 14 août 1855, il se situe au cœur de la ville de Saint-Denis, dans le parc public du Jardin de l'État.
Il a été classé Monument historique en totalité le 29 décembre 1978,.

## Histoire

### Les origines
Le bâtiment qui abrite le muséum fut construit dès 1834 et hébergea, jusqu'en 1848, le conseil colonial puis le conseil général, qui fut ensuite transféré dans l'actuelle préfecture. Ce n'est que le 1er février 1854, que le gouverneur de La Réunion Louis Henri Hubert-Delisle signa l'arrêté de création du muséum.
Une commission pour l'organisation et l'administration dudit muséum est instituée dès le 11 avril 1854. Elle est présidée par Gustave Manès, le maire de Saint-Denis aux côtés de médecins naturalistes dont Charles Coquerel ou encore Auguste Vinson.
Premier muséum d'histoire naturelle de l'océan Indien, le muséum est inauguré le 14 août 1855 en présence du major général Hay, gouverneur de l'île Maurice. Il ouvre pour la première fois ses portes au public le 18 août. Le 24 août, une circulaire précise sa mission : le muséum est "destiné à recevoir toutes les richesses des différents règnes, et précisément les spécimens si abondants et si variés de la mer des Indes".
En 1858, le Docteur Joseph Bernier remplace Gustave Manès. Ce passionné de botanique et de zoologie, étudie la flore et la faune de l’île.
Le 30 mai 1862, un préparateur au Muséum national d'histoire naturelle de Paris appelé Auguste Lantz est retenu pour le poste de conservateur.  Il prend ses fonctions à La Réunion le 8 août 1864 qu'il conservera jusqu'à son décès en 1893.

### L'évolution des collections

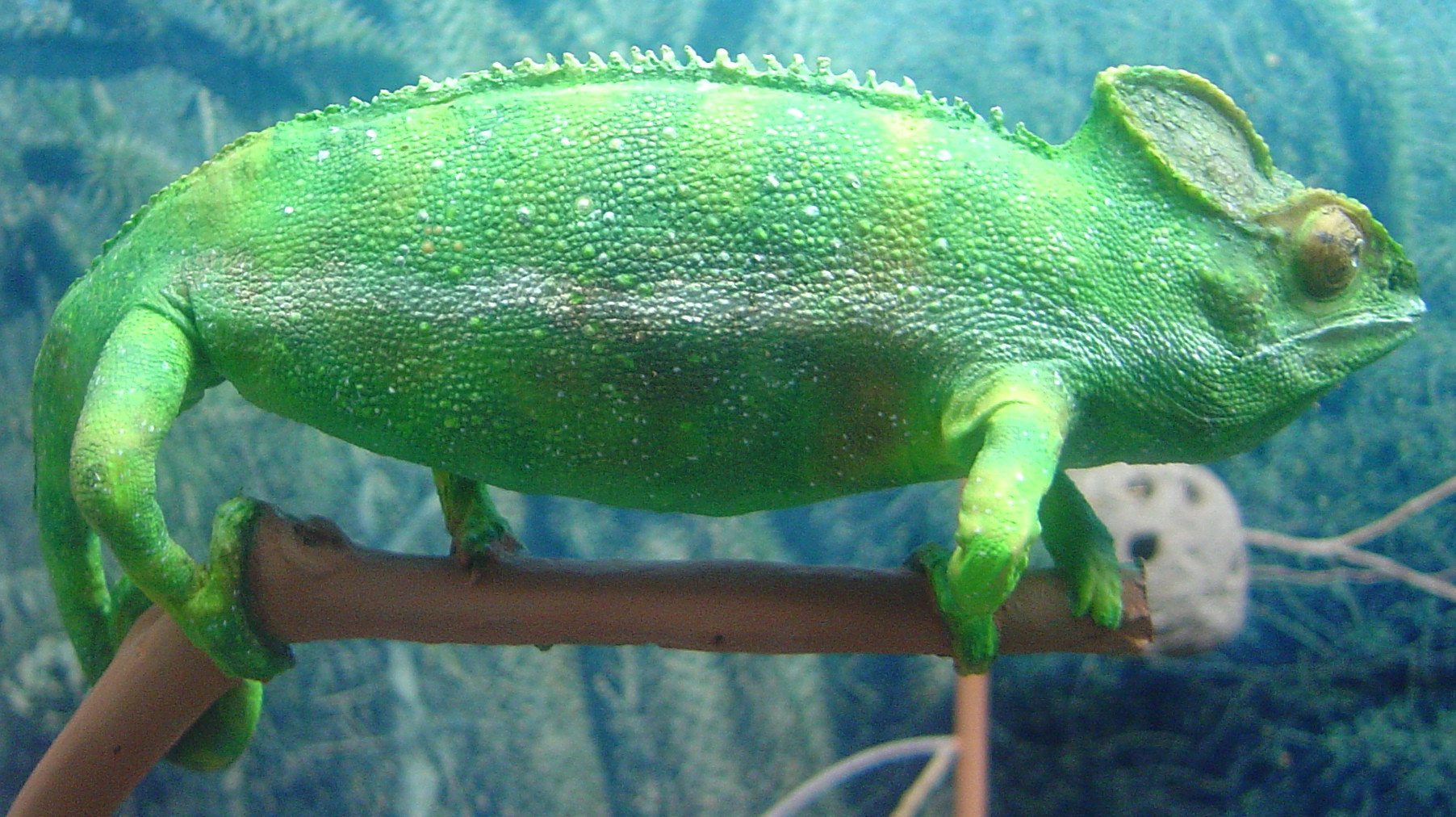
Figurine de caméléon dans les collections du muséum.

Ne disposant d'aucune collection, la commission créée avant l'ouverture du muséum commence par acheter au prix fort des peaux d'animaux en Afrique du Sud. Des collectionneurs locaux du nom de Beau et Grevé (futurs préparateurs et ancêtres des taxidermistes) lui font don d'oiseaux de Chine et des îles malaises. Le maire Gustave Manès en personne cède 2000 objets minéraux et animaux provenant de Paris. MM. Richard et Bernier lui offrent par ailleurs un herbier. L'ingénieur Louis Maillard donne quant à lui une collection de bois et de roches d'origine locale. Un peintre saint-paulois fournit des moulages de fruits réunionnais.
Aussi, lors de l'ouverture, le muséum compte 800 articulés, 200 coquilles, 180 vertébrés, 17 crustacés et 500 échantillons de minéraux et roches divers. Cette collection initiale est rapidement complétée par les voyages d'Auguste Lantz à Madagascar, aux Seychelles et enfin aux îles australes de Saint-Paul et Amsterdam (actuelles Terres australes et antarctiques françaises). À la fin du XIXe siècle, le fonds du muséum est riche de 25 000 objets.
L'enrichissement rapide des collections lui permet de participer à une exposition sur l’île Maurice dès 1866. La même année, il participe à l'exposition universelle de Paris. Quelques années plus tard, le 29 novembre 1888, 76 oiseaux et six mammifères représentant la faune réunionnaises sont embarqués pour être présentés à l'exposition universelle suivante organisée dans la capitale. L'expérience est renouvelée une troisième fois du 15 avril au mois de novembre 1906 avec l'exposition coloniale nationale de Marseille. Le muséum d'histoire naturelle de La Réunion y obtient les médailles d'or et d'argent pour son stand.
Comme celui de 1962 par la suite, les cyclones de 1945 et 1948 détruiront une partie des collections. Le muséum est d'ailleurs fermé entre avril 1945 et juin 1952. Une nouvelle fermeture consécutive à l'effondrement du plafond de sa bibliothèque en 1955 gâche l'année de son centenaire trois ans plus tard. En 1990, il ne reste plus que 12000 objets au muséum.
De 1990 à 2017, le Muséum passe à 560 000 spécimens dont 125 000 objets patrimoniaux.

## Actualité

### Les collections aujourd'hui
560 000 pièces sont aujourd'hui répertoriées au muséum. Les deux tiers proviennent des îles de l'ouest de l'océan Indien. Parmi les spécimens les plus rares, un canard grec, une perruche eclectus[Laquelle ?] mâle, un faucon concolore et une perruche à collier de Ward. Il n'existe que 13 spécimens de cette espèce autrefois endémique des Seychelles et aujourd'hui éteinte à travers le monde. On trouve également un certain nombre de fœtus humains et un chevreau né la tête à l'envers.

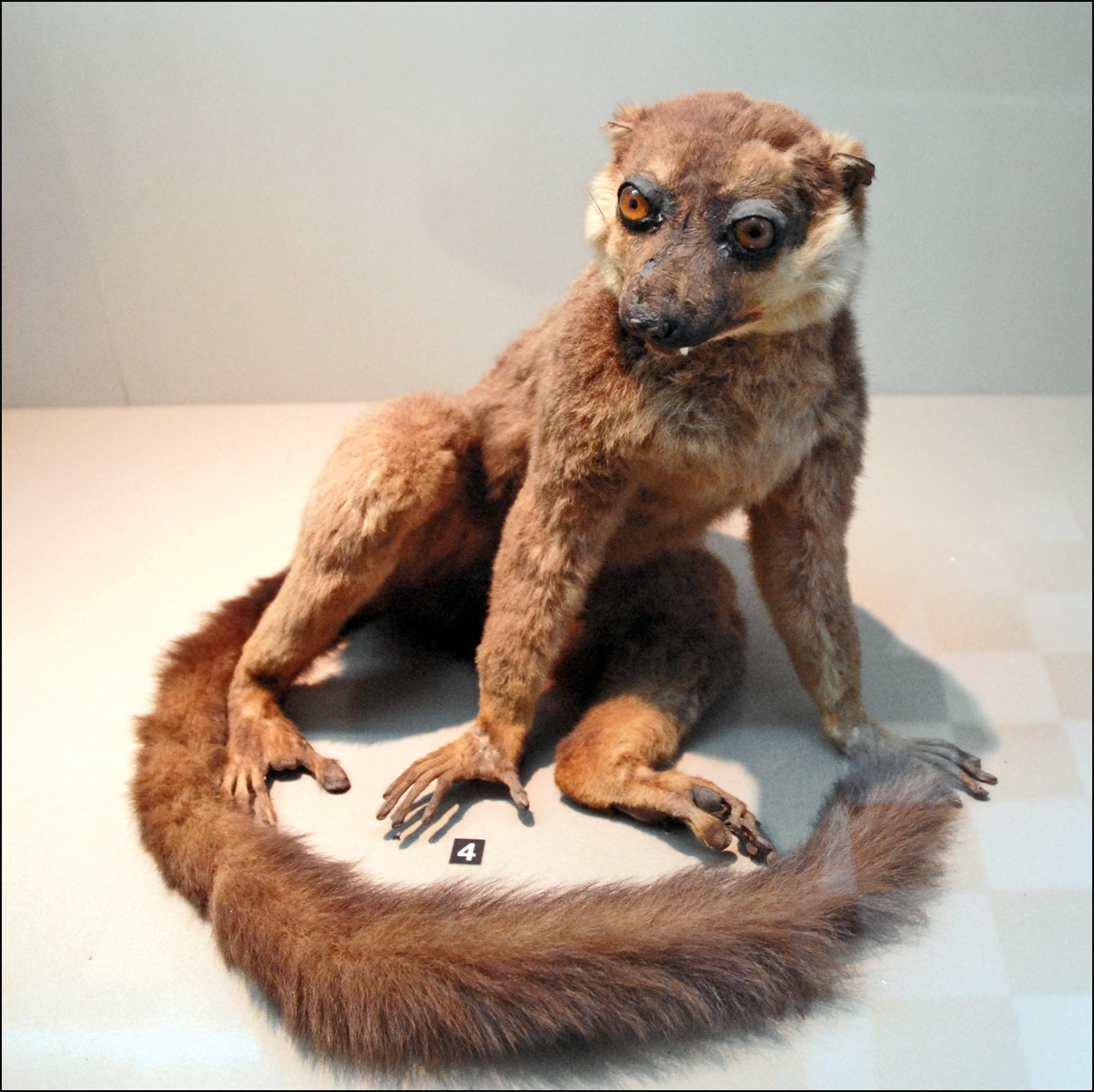
Lémur à collier roux naturalisé au premier étage.

Pour le reste, le muséum a conservé l'encrier de son premier conservateur, Auguste Lantz. À l'étage, on trouve surtout un nombre important de livres et gravures scientifiques des XVIIIe et XIXe siècles. Le fonds ancien du muséum comporte 416 des 1008 planches de Buffon, don personnel de ce dernier à M. de Lanux. En 2010, la conservatrice, Sonia Ribes-Beaudemoulin, a enrichi la collection du muséum en la complétant de divers oiseaux, mammifères et autres vertébrés de tous genres.
Au rez-de-chaussée se trouve, depuis novembre 2017, une exposition temporaire intitulée "Collections  collectionneurs" retraçant la constitution du fonds du muséum à travers ses donateurs, anciens conservateurs, particuliers ou institutions (TAAF, Douanes françaises, ancien Zoo de Saint-Denis…). Cette exposition présente notamment une partie des collections ethnographiques constituée de dons de voyageurs qui ont visité la Nouvelle Calédonie, l’Indochine, Madagascar et l’archipel des Comores, mais aussi l’Amérique du sud entre 1882 et 1887.
On peut y découvrir également des échantillons de roches volcaniques réunies dans les années 1950 par M. Marcel Ducrot (1916-1963), Conservateur du Muséum de 1955 à 1960. Ce passionné du Piton de la Fournaise organisait régulièrement des expéditions au volcan. Il fit une cartographie précise de toutes les coulées, de l’après guerre jusqu’en 1960.
À l'étage, une première salle (la salle Auguste Lantz, nom du premier conservateur du muséum) accueille différents types de lémuriens de Madagascar ; une deuxième salle, la salle Alfred Lacroix, abrite des maquettes et des spécimens d'animaux vivant jadis à La Réunion (solitaire, tortue terrestre) ainsi qu'un squelette de dodo venu de l'île Maurice voisine.

### Le fonctionnement actuel
En accès libre le premier dimanche de chaque mois, le muséum propose de manière régulière aux visiteurs des expositions sur le patrimoine naturel et les enjeux de conservation de la nature. Comme le Jardin de l'État, il est maintenant propriété du département de La Réunion et géré à ce titre par le Conseil départemental de La Réunion. Sa conservatrice était Sonia Ribes-Beaudemoulin jusqu'au 30 juin 2019.

## Fréquentation
| 2001   | 2002   | 2003   | 2004   | 2005   | 2006   | 2007   | 2008   | 2009   | 2010   | 2011   | 2012   | 2013   | 2014   | 2015   | 2016   |
| ------ | ------ | ------ | ------ | ------ | ------ | ------ | ------ | ------ | ------ | ------ | ------ | ------ | ------ | ------ | ------ |
| 24 029 | 22 101 | 27 190 | 36 343 | 39 605 | 27 673 | 25 706 | 23 015 | 60 766 | 43 271 | 50 152 | 32 603 | 47 182 | 33 037 | 35 962 | 26 786 |

## Galerie

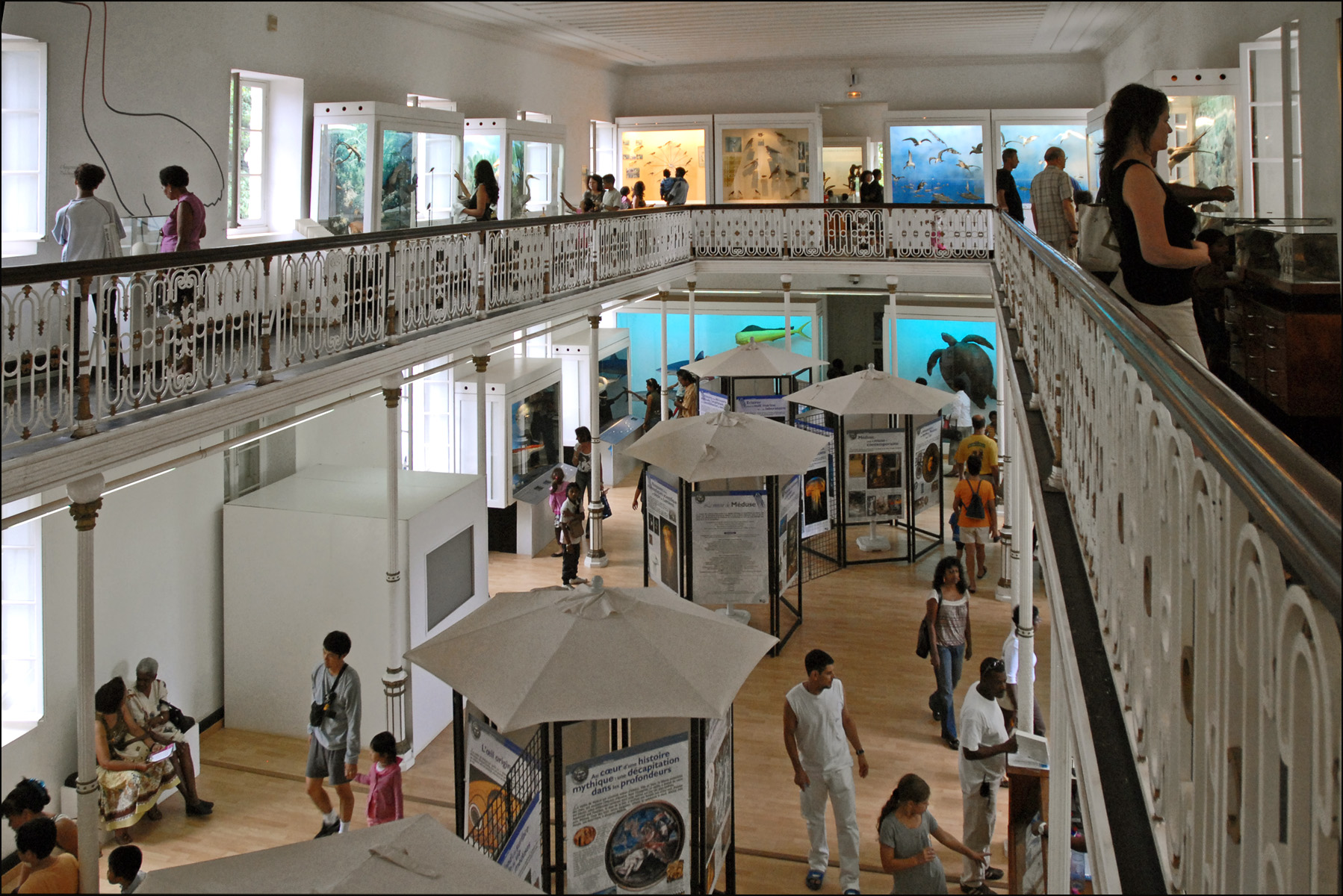
Muséum d'histoire naturelle de Saint-Denis.
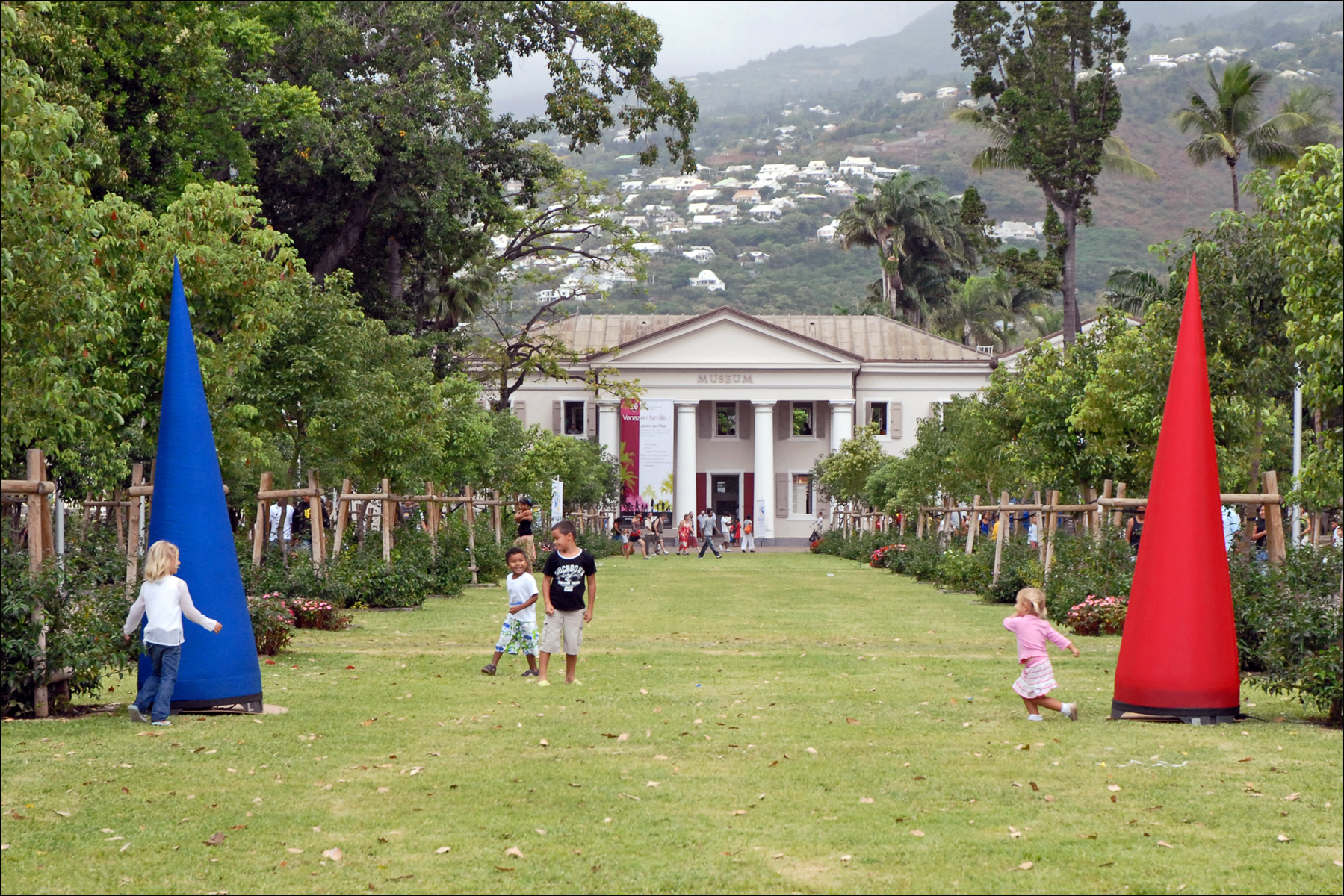
Jardin du muséum d'histoire naturelle.